# Skalisty Golets
De Skalisty Golets (Russisch: Скалистый Голец; "rotsige golets") is met 2519 meter de hoogste bergtop van het Kalargebergte in het noorden van de Russische Kraj Transbaikal. De berg ligt aan de bovenloop van de Kalar.